# Ambohidrabiby
Ambohidrabiby est un village de Madagascar situé au sommet d'une montagne.  
La commune d'Ambohidrabiby a été détachée de celle de Talatavolonondry en 2015. Elle fait partie du district d'Antananarivo Avaradrano, dans la région d'Analamanga et la province d'Antananarivo.  
Les montagnes qui l'entourent sont Ambohimanga du côté ouest, Ambohitrandriananahary au nord, Ilafy et Antananarivo sont situées au sud.    
Ambohidrabiby se situe au nord-est d'Antananarivo, parmi les douze collines sacrées de l'Imerina.  

## Histoire
Ambohidrabiby était le centre de l'empire du roi Ralambo qui a régné de 1575 à 1610. 
Le nom du village provient du nom d'un souverain de la zone au temps du roi Andriamanelo "Rabiby" tandis que son nom au temps des Vazimba fût "Ankotrokotroka". Au temps d'Andriamasinavalona, le souverain a été Andrianavalonimerina. 
Concernant le nom ancien du groupe, Ambohidrabiby a été le territoire des Mandiavato. Aussi, les zana-dRalambo ont considéré longtemps par les rois et les reines Merina comme ainées et sources des Andriana. 
Ambohitrabiby se trouve au Nord Ouest d’Antananarivo, c’est devenu la seconde capitale de Ralambo après Alasora. Ambohitrabiby est classé 3ème colline sacrée après Ambohimanga et Analamanga. Autrefois appelé Ankotrokotroka , son nom a été modifié par Rabiby, le beau père d’Andriamanelo.

## Économie
Ambohitrabiby est le capital du Lamba Landy, il a été introduit par la mère de Habib en Imerina, elle initia la fabrication à ses belles filles et à leurs descendants en leur conseillant de bien garder le secret de la création.  Jusqu’à présent, Ambohitrabiby est le premier fournisseur de Lamba Landy bien que de nombreuses régions de Madagascar se focalisent sur la filière aussi.